# Franz Scharoch
Franz Scharoch (Karlsburg, 1836 – Mühldorf (Neder-Oostenrijk), 15 maart 1899) was een Roemeens componist en militaire kapelmeester. 

## Levensloop
Scharoch studeerde muziek bij het militair. Van 1851 tot 1864 was hij lid van de Militaire muziekkapel van het Infanterie-Regiment Nr. 6, Neusatz an de Donau, nu: Novi Sad. Aansluitend was hij tot 1898 dirigent van de Militaire muziekkapel van het Infanterie-Regiment Nr. 72 in Preßburg, nu Bratislava. 
Hij componeerde verschillende marsen voor harmonieorkest.

## Composities

### Werken voor harmonieorkest
- 1890 Zum Abschied, mars
- Dormus-Marsch (ook: 72er Regimentsmarsch), op. 32 (later Lymfjord-Marsch ter herinnering aan de veldtocht in 1864 en de Lymfjord overgang)
- Concentrierungs-Marsch
- Zum Abmarsch